# Хакея игловидная
Хакея игловидная (лат. Hákea serícea) — колючее деревянистое растение, вид рода Хакея семейства Протейные (Proteaceae).
Происходящее из Австралии, растение является опасным инвазивным видом в Новой Зеландии и Южной Африке.

## Ботаническое описание
Кустарник или небольшое дерево до 2—5 м высотой. Листья тёмно-зелёные, жёсткие, игловидные, около 1 мм толщиной, до 4—7 см длиной, на конце с колючим шипиком. Молодые побеги беловатые или сероватые, покрыты густым войлочным опушением. Кора тонкая, коричневатая.
Соцветия — пазушные головчатые зонтики, состоящие из 1—10 цветков. Ось и веточки соцветия густо покрыты войлочным опушением. Цветки белого цвета, цветоножки 2—4 мм длиной. Венчик 2,5—4,7 мм длиной, узкий, изогнутый.
Плод — жёсткая деревянистая двугнёздная листовка яйцевидной формы, 2,5—4 см длиной и 1,5—2,5 см шириной, с коротким носиком на конце. При созревании плоды фиолетово-коричневые, в последующие годы светлеют. Семена по одному в каждом гнезде, чёрные, с крыловидным отростком, 16—30×6—12 мм (без крыла — около 8×5 мм). Семена остаются в плодах на протяжении многих лет и выпадают только со смертью растения (например, вызванной пожаром)
.

## Распространение
Естественный ареал растения — юго-восток Австралии: прибрежные районы Нового Южного Уэльса и крайнего юго-востока Квинсленда. В настоящее время натурализовалось в Новой Зеландии, ЮАР, Франции, Испании, Португалии.
Завезена в ЮАР (1858) и Новую Зеландию (1883) для использования в качестве живой изгороди, а также для закрепления песков. В настоящее время признана опасным инвазивным видам в этих странах. Сообщения об опасности Hakea sericea в Южной Африке появились уже в 1863 году. К 1939 году растение занимало в Западно-Капской провинции площадь 9000 га, к 1969 году — свыше 111 000 га, к 1983 году — 360 000 га.

## Таксономия

### Синонимы
- Banksia acicularis (Sm. ex Vent.) J.Parm., 1818
- Banksia tenuifolia Salisb., 1796
- Conchium aciculare Sm. ex Vent., 1805
- Conchium compressum Sm., 1807
- Hakea acicularis (Sm. ex Vent.) Knight, 1809
- Hakea acicularis var. smithii Endl., 1848
- Hakea tenuifolia (Salisb.) Britten, 1916, nom. illeg.